# K-samsök
K-samsök är en söktjänst på webben som öppnades i betaversion 2009, och som skarp version 2011. Syftet med K-samsök är att göra kulturarvet enklare att använda i olika tillämpningar. 
En viktig funktion är att K-samsök samordnar den svenska museisektorns olika informationssystem för att underlätta för användare att hitta bland museernas samlingar. Tjänsten stödjer hela den så kallade ABM-sektorn och gör kulturarvsdata tillgängliga via såväl söktjänster, ett API, samt på den semantiska webben som länkad data. Informationen i K-samsök utgörs i hög grad av öppna data.
Det finns en rad tillämpningar som bygger på innehållet i K-samsök. En av dessa är Kringla.nu, där över sju miljoner svenska ABM-objekt kan samsökas. Kringla.nu söker även i Europeanas (Europeana.eu) databas, vilket innebär ett samsök på över 51 miljoner objekt från flera tusen europeiska kulturarvsinstitutioner.
Tjänsten drivs och förvaltas tekniskt av Riksantikvarieämbetet. Under utvecklingsfasen deltog en rad andra institutioner, till exempel Kungliga Biblioteket, Statens historiska museum och Västarvet.